# Dig It (Klaus Schulze)
Dig It è un album in studio del compositore tedesco Klaus Schulze, pubblicato nel 1980.
Fu il primo album di Schulze ad essere stato registrato con le tecnologie digitali e suonato con un computer. La musica di Dig It presenta sonorità più sperimentali rispetto alle pubblicazioni precedenti.
Venne ristampato nel 2005 con l'aggiunta di un DVD contenente un concerto registrato nel 1980.

## Tracce
Tutte le tracce sono state composte da Klaus Schulze.

### Disco 1 (CD)
1. Death of an Analogue – 12:15
2. Weird Caravan – 5:16
3. The Looper Isn't a Hooker – 8:30
4. Synthasy – 22:53
5. Esoteric Goody (Bonus Track) – 28:21

### Disco 2 (DVD)
1. Linzer Stahlsinfonie – 62:22

## Formazione[1]
- Klaus Schulze – strumentazione elettronica, voce
- Fred Severloh – batteria